# Романчук, Иван Сергеевич
Иван Сергеевич Романчук (род. 4 февраля 1981, Ильинка, Тюменская область) — российский учёный-юрист. Ректор ТюмГУ с 20 января 2021 года. Депутат Тюменской городской Думы.

## Биография
Родился 4 февраля 1981 года в селе Ильинка Тюменской области. В 2002 году окончил Тюменский юридический институт МВД России по специальности «юриспруденция», после чего в поступил в адъюнктуру Санкт-Петербургского университета МВД России, окончив её в 2005 году. С 2006 года работает в Тюменском государственном университете. В 2009 году присвоено учёное звание доцента по кафедре теории и истории государства и права ТюмГУ.
С 2016 года является председателем Совета молодых юристов при Тюменском региональном отделении Общероссийской общественной организации «Ассоциация юристов России». С октября 2018 года — депутат Тюменской городской Думы VII созыва.
С марта 2020 по февраль 2021 года исполнял обязанности ректора Тюменского государственного университета. 20 февраля 2021 года назначен ректором ТюмГУ.
Накануне антивоенных протестов 6 марта 2022 года опубликовал обращение, в котором предостерёг от участия в «несанкционированных» митингах и распространения непроверенной информации. 20 мая 2022 года подписал приказ об отчислении студента с открытой антивоенной позицией.

## Санкции
6 марта 2022 года после вторжения России на Украину подписал письмо в поддержу российской агрессии. С 9 июня 2022 года находится под персональными санкциями Украины за поддержку войны. Также был внесён ФБК в список коррупционеров и разжигателей войны за поддержку нападения на Украину, 16 марта 2022 года форумом свободной России внесён в «Список Путина» и доклад «поджигателей войны» с предложением введения против него международных санкций.

## Награды и звания
- Грант Президента Российской Федерации для молодых учёных кандидатов наук по теме: «Способы преодоления коррупционной деятельности властных структур» (2010—2011)
- Лауреат юридической премии «Юрист 2011 года Тюменской области» в номинации «Молодой юрист» Тюменского регионального отделения Общероссийской общественной организации «Ассоциация юристов России» (2011)
- Почётная грамота департамента образования Администрации г. Сургута за многолетний добросовестный и творческий труд, успехи в организации и совершенствовании учебного и воспитательного процессов, значительный вклад в дело подготовки высококвалифицированных специалистов (2011)
- Благодарность Тюменской областной Думы за содействие в организации и проведения Международной научно-практической конференции на тему: «Антикоррупционная политика государства: формирование и реализация в России и Германии» (2013)
- Благодарность Министерства образования и науки РФ (2013)
- Благодарность Председателя Совета Федерации Федерального Собрания РФ